# Wadi-Dayqa-Damm
Der Wadi-Dayqa-Damm (arabisch سد وادي ضيقة, DMG Sadd Wādī Ḍayqa) ist der größte Stausee in Oman. Der dazu gehörige Staudamm besteht aus dem 75 Meter hohen und 410 Meter breiten Hauptdamm aus Beton, und einem 48 Meter hohen und 360 Meter breiten Satteldamm aus Stein.

## Bauphase
Der Hauptdamm wurde schon 2009 fertiggestellt, am 26. März 2012 wurde das komplette Bauwerk eingeweiht. Der Damm bestand bereits 2010 während des Zyklons Phet seine erste Belastungsprobe, während der schlussendlich die Wassermassen über die Dammkrone des Hauptdamms abflossen. Die Bauarbeiten wurden wegen der in der Gegend herrschenden hohen Temperaturen größtenteils nachts durchgeführt. Die Betonierungsgewerke wurden während der Abbindungsprozesse durch Wasserkühlung auf etwa 15 °C abgekühlt. Heute befindet sich ein Park und ein 1,281 m² großes Besucherzentrum am Damm.

## Geographie
Die Talsperre liegt im Gouvernement Maskat. Sie riegelt im Wilayat Quriat den Wadi Dayqa, einen der wenigen ganzjährig wasserführenden Flüsse in Oman, ab, und fängt die jährlichen Springfluten der Regenzeit auf. Das Reservoir fasst 100 Millionen Kubikmeter Wasser auf 350 Hektar Fläche – ca. das Doppelte der durchschnittlichen jährlichen Wassermenge des Wadis.
Neben dem Hochwasserschutz dient der Damm der Trinkwasserversorgung der Region Quriat und des Großraums Maskat. Jährlich sollen 35 Millionen Kubikmeter Trink- und Brauchwasser bereitgestellt werden. Die dazu benötigten Wasserfernleitungen und Pumpstationen befinden sich derzeit (Stand Februar 2017) noch im Bau.